# Искра Фидосова
Искра Фидосова Искренова е българска юристка и политик от партия ГЕРБ.
Тя е народен представител през 2009-2013 година и съпредседател на първата парламентарна група на ГЕРБ в XLI народно събрание, където е и председател на комисията по правни въпроси.

## Биография
През 1989 г. завършва Природоматематическа гимназия в Монтана, а през 1994 г. висше юридическо образование в Софийския университет „Св. Климент Охридски“. През 2001 година се обучава в Международния институт за нотариуси – Швейцария.
Работи в инспекцията по труда и община Монтана като юрисконсулт в периода 1994 г. до 1998 г., преди да спечели през 1998 г. първия конкурс за нотариуси. Сдобива се и със собствена стара къща в центъра на Монтана до Съдебната палата, в която разполага нотариалната си кантора, единствена по това време в града.

## Семейство
Искра Фидосова е омъжена за по-младия от нея сръбски гражданин Томислав Живкович, бивш футболист на „Раднички Пирот“. Има син Франсоа.

## Политика
Израстването си в политиката Искра Фидосова започва като привърженичка на Симеон Сакскобургготски и НДСВ, откъдето идва и запознанството ѝ с Бойко Борисов (по това време главен секретар на МВР). Посреща Симеон Сакскобургготски при първото му посещение в Монтана, откогато пази маслен портрет на съпругата му доня Маргарита, който е окачен в офиса ѝ.
Избрана е за мажоритарен депутат в XLI народно събрание от 12-и многомандатен избирателен район – Монтана. През юли 2013 година Фидосова се оттегля от политическия живот по време на разследване на прокуратурата срещу нея за пране на пари, по което така и не е обвинена. След това работи като нотариус.